# Vallée de Batsurguère
La vallée de Batsurguère  ou Vath Surguèra  est un des sept ensembles des Pyrénées françaises du Lavedan, partie sud-occidentale de la Bigorre qui appartient actuellement au département des Hautes-Pyrénées, région Occitanie. C'est une petite vallée rive gauche à l'entrée du Lavedan qui regroupe les communes de Ségus, Aspin-en-Lavedan, Ossen, Omex, Viger.

## Toponymie

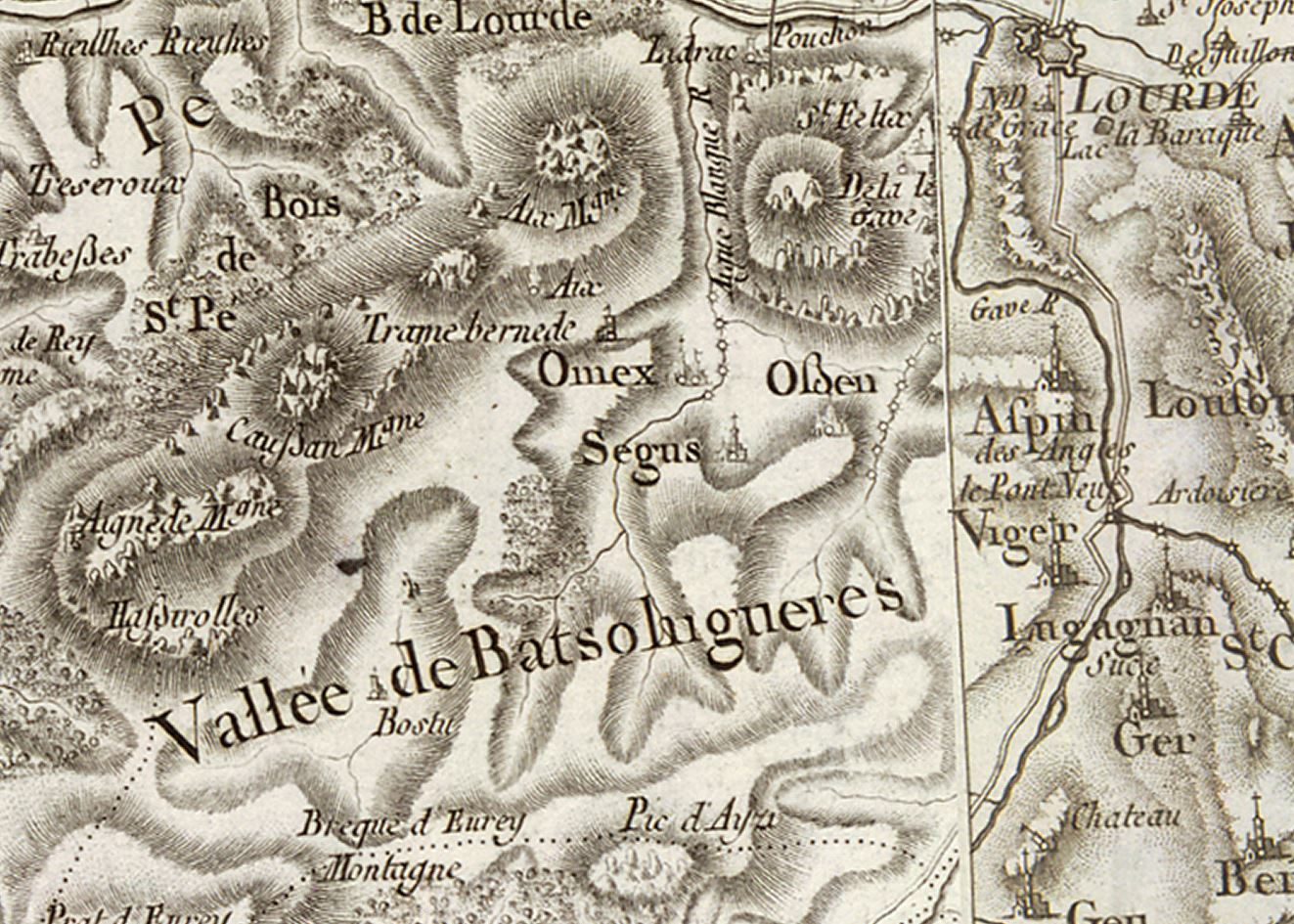
Extrait de la carte de Cassini (entre 1756 et 1789) situant la vallée Batsurguère au sud-ouest de Lourdes.

La vallée de Batsurguère se nommait en 1429 Batsoriguère, Batsuriguère en 1660, vallée de Batsohigueres (fin XVIIIe siècle, carte de Cassini) et enfin Batsurguère au XIXe siècle.

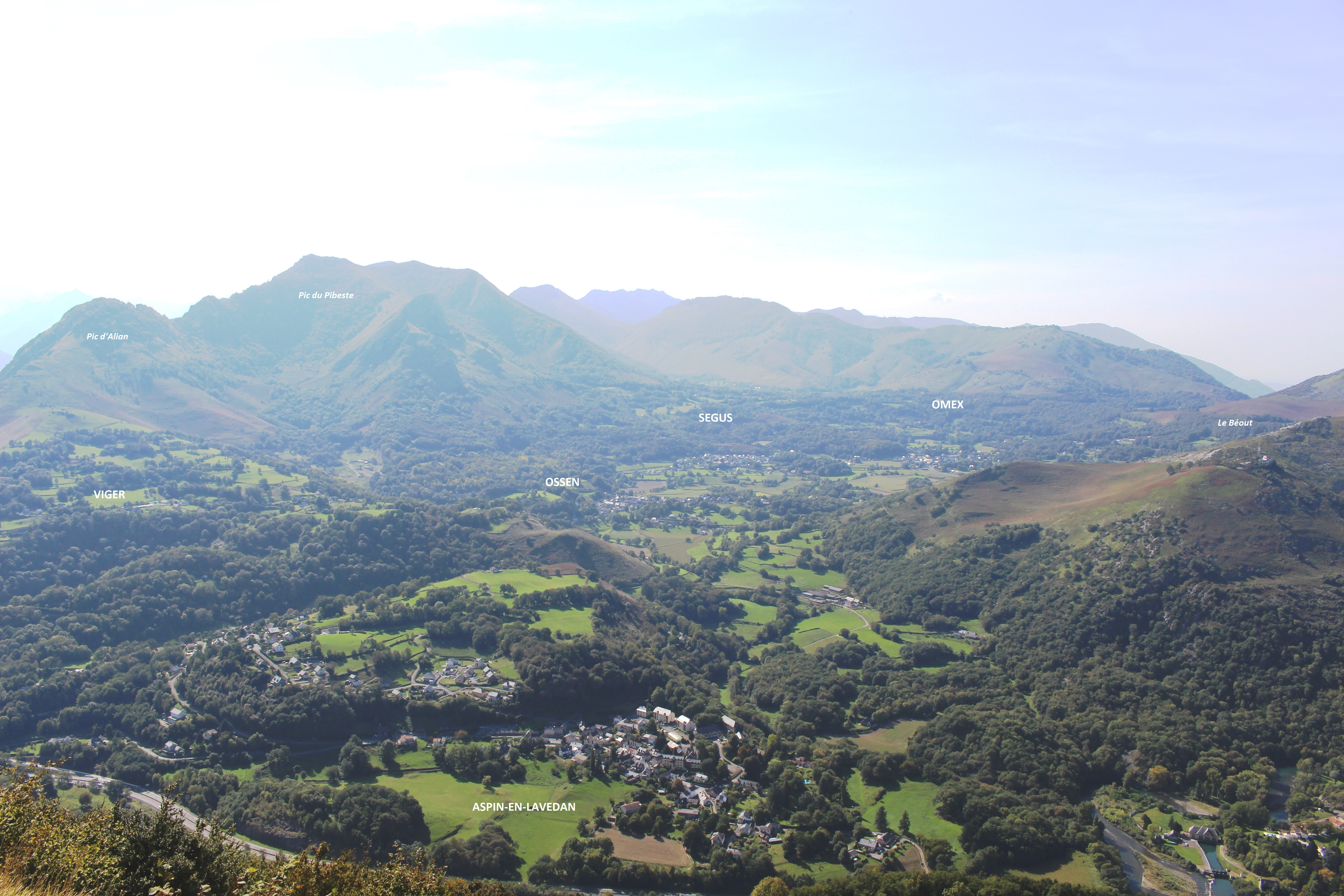
Vue de la vallée.

## Géographie
La vallée de Batsurguère est une des sept vallées des Pyrénées françaises du Lavedan, partie sud-occidentale de la Bigorre qui appartient actuellement au département des Hautes-Pyrénées, région Occitanie.

### Situation
C'est une vallée pyrénéenne qui bute au nord sur le bassin de Lourdes, coincée à l'est par le gave de Pau, la vallée de Castelloubon, ou plus communément Castelloubon, et la baronnie des Angles, limitrophe au sud de l'Estrèm de Salles (ou Estrem de Sala), toujours dans le Lavedan, et à l'ouest de la commune de Saint-Pé-de-Bigorre.
Les communes d'Aspin-en-Lavedan, (nommé autrefois Aspin-ez-Angles par une aberration administrative) Omex Ossen, et Ségus sont situées sur une douzaine de kilomètres d’une route unique (la route départementale 13), Viger étant quant à lui perché sur les flancs du pic d’Alian, dans le massif du Pibeste.

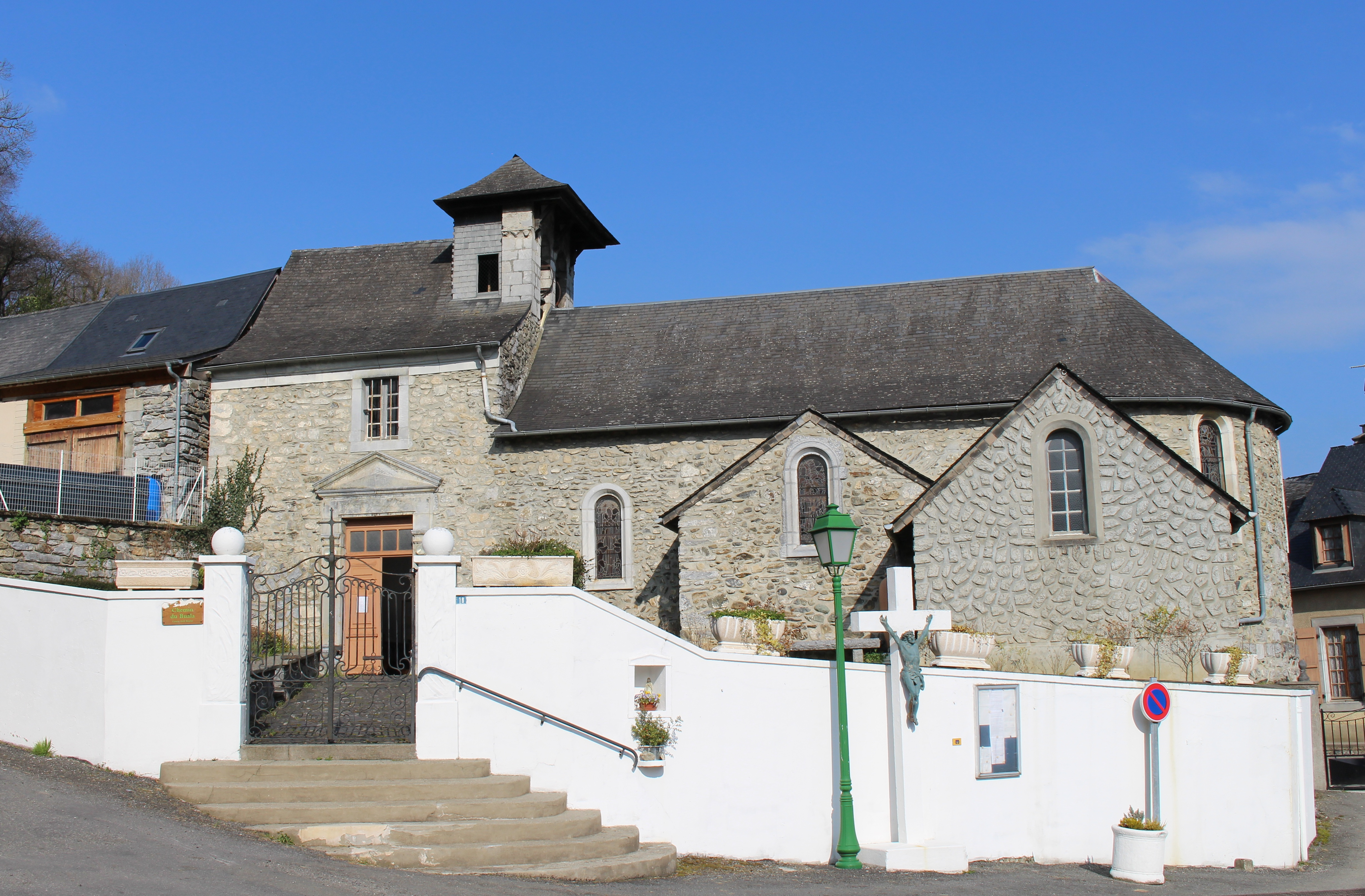
L'église Notre-Dame-de-l'Assomption d’Aspin-en-Lavedan.
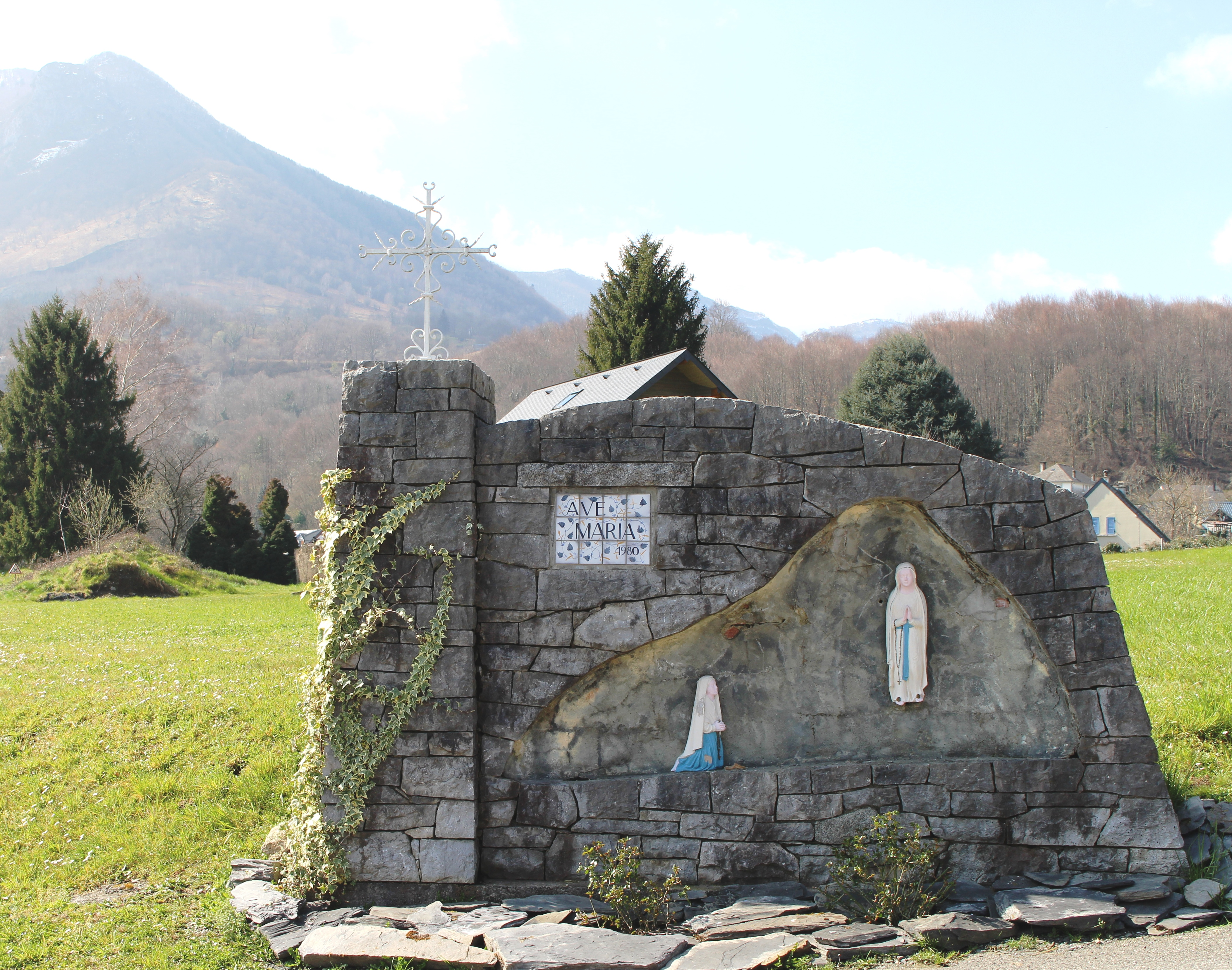
La vierge d’Omex.
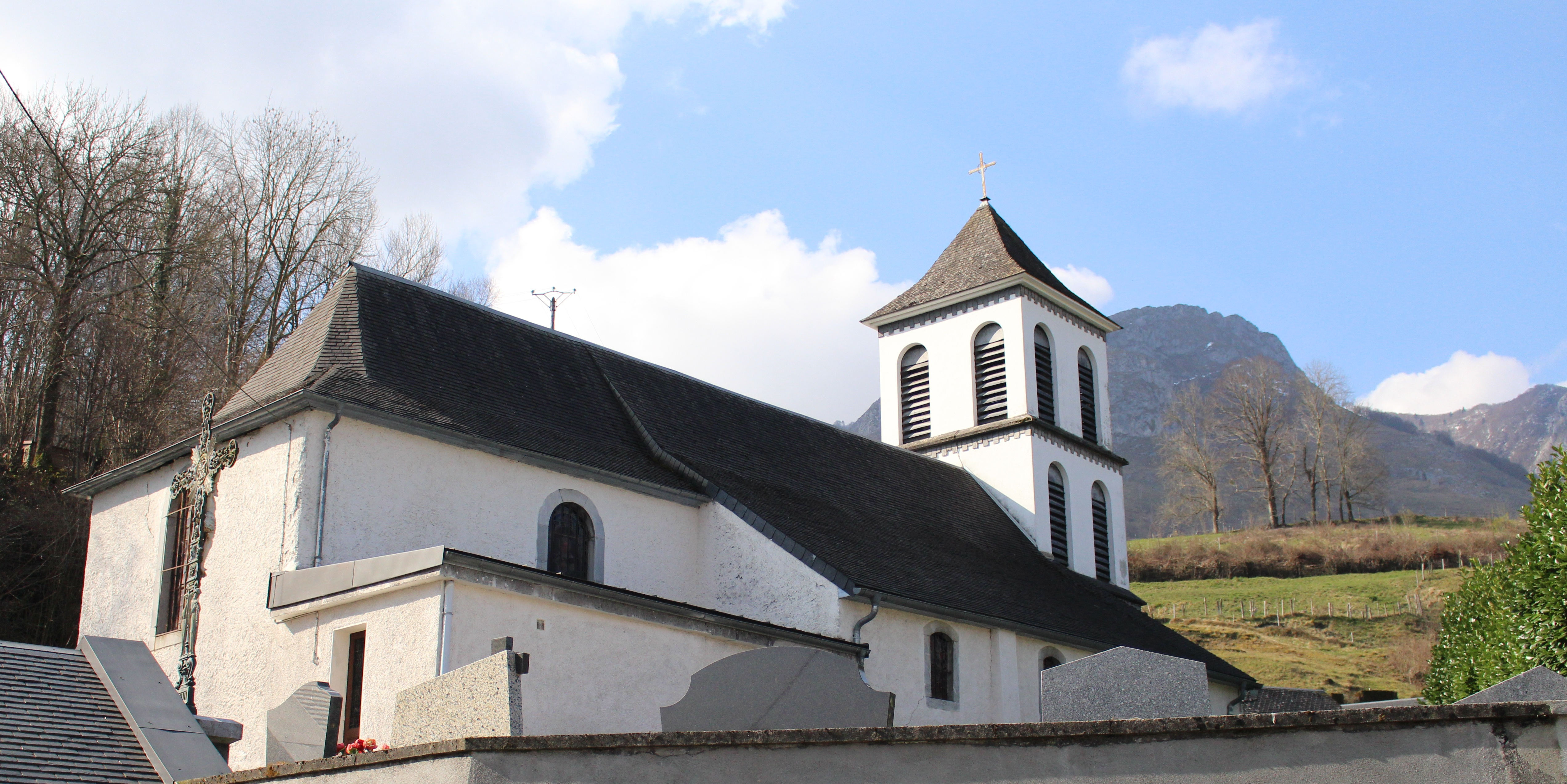
L'église Saint-Jacques d'Ossen.
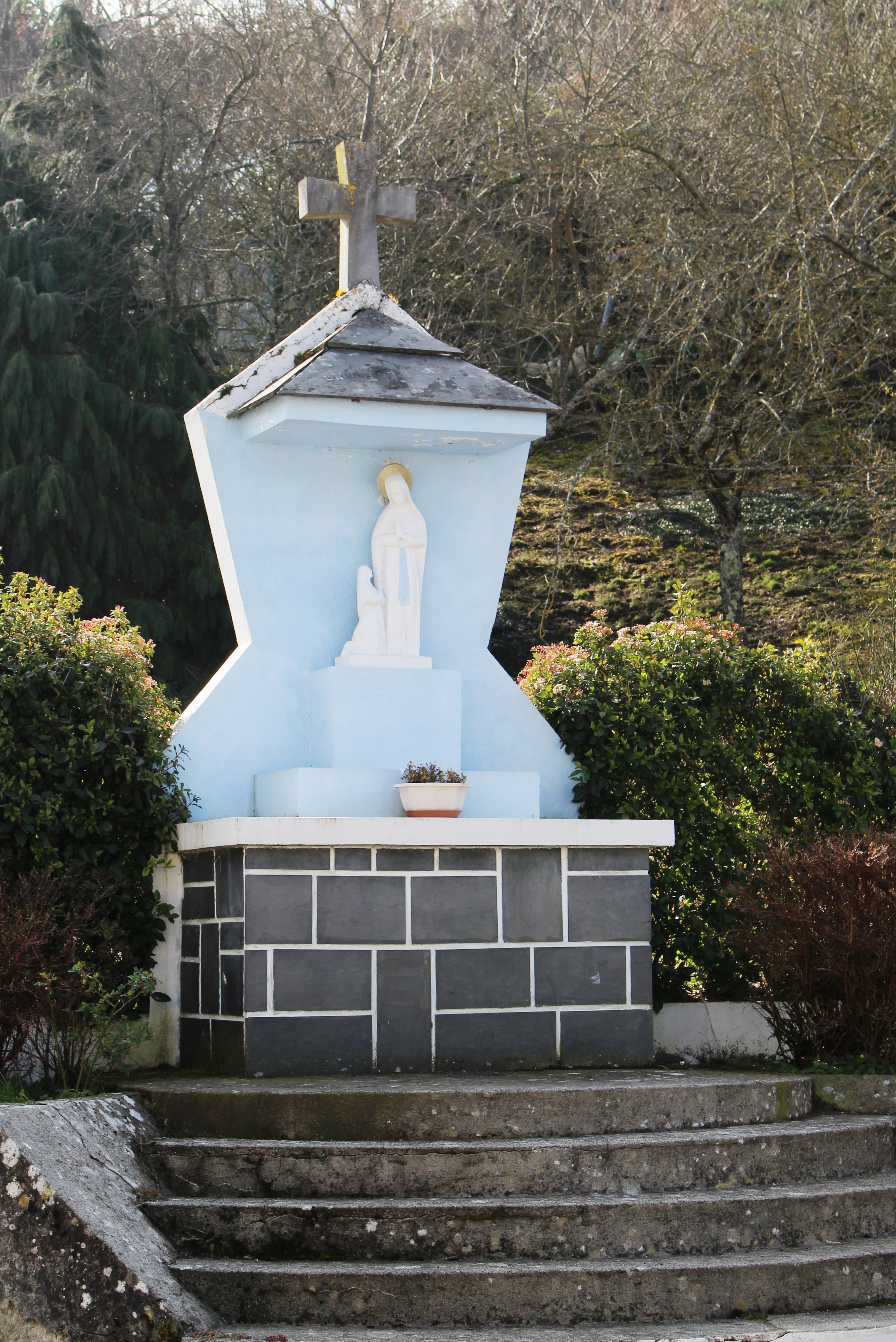
L'oratoire d’Ossen.
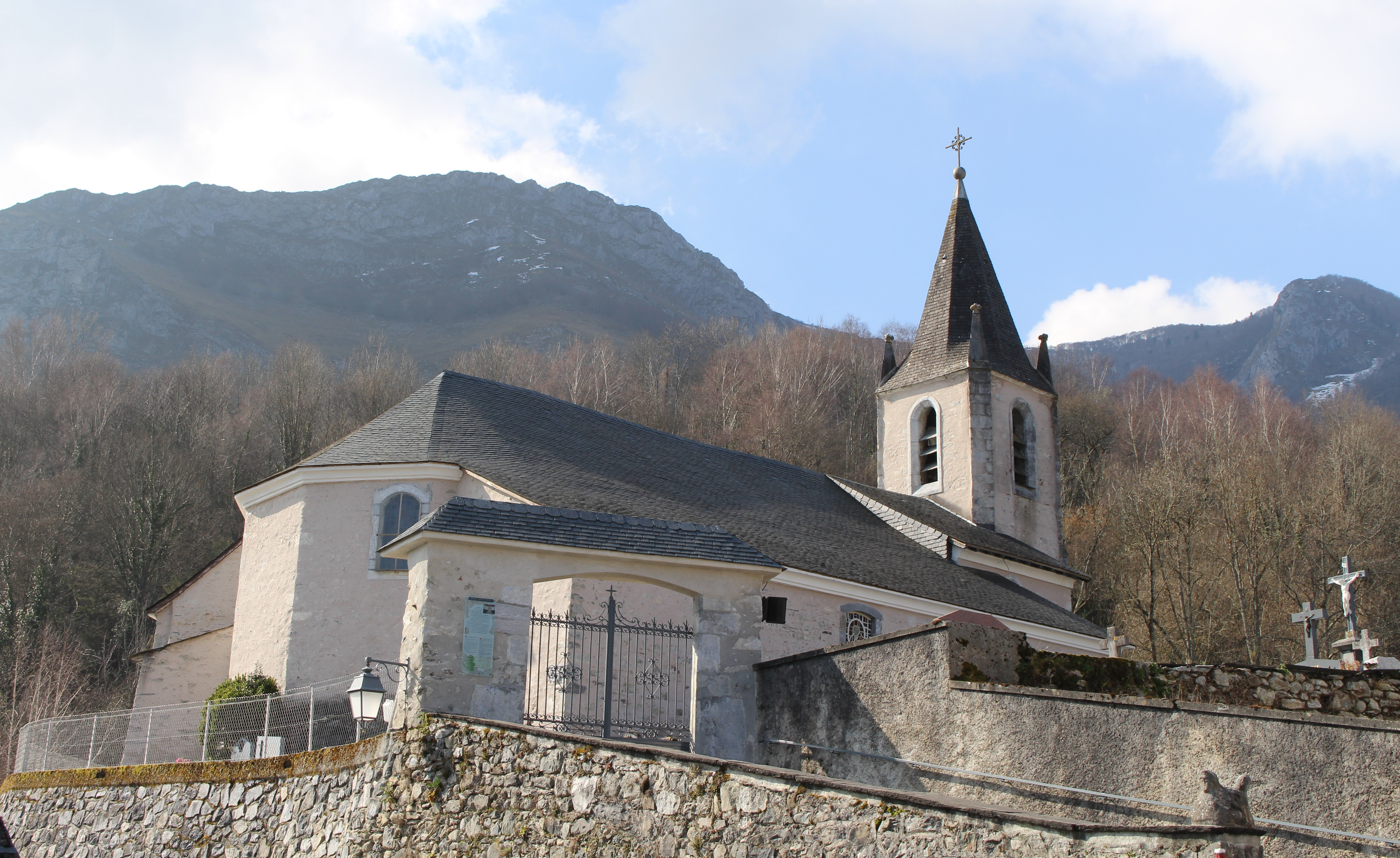
L'église Saint-Pierre de Ségus.
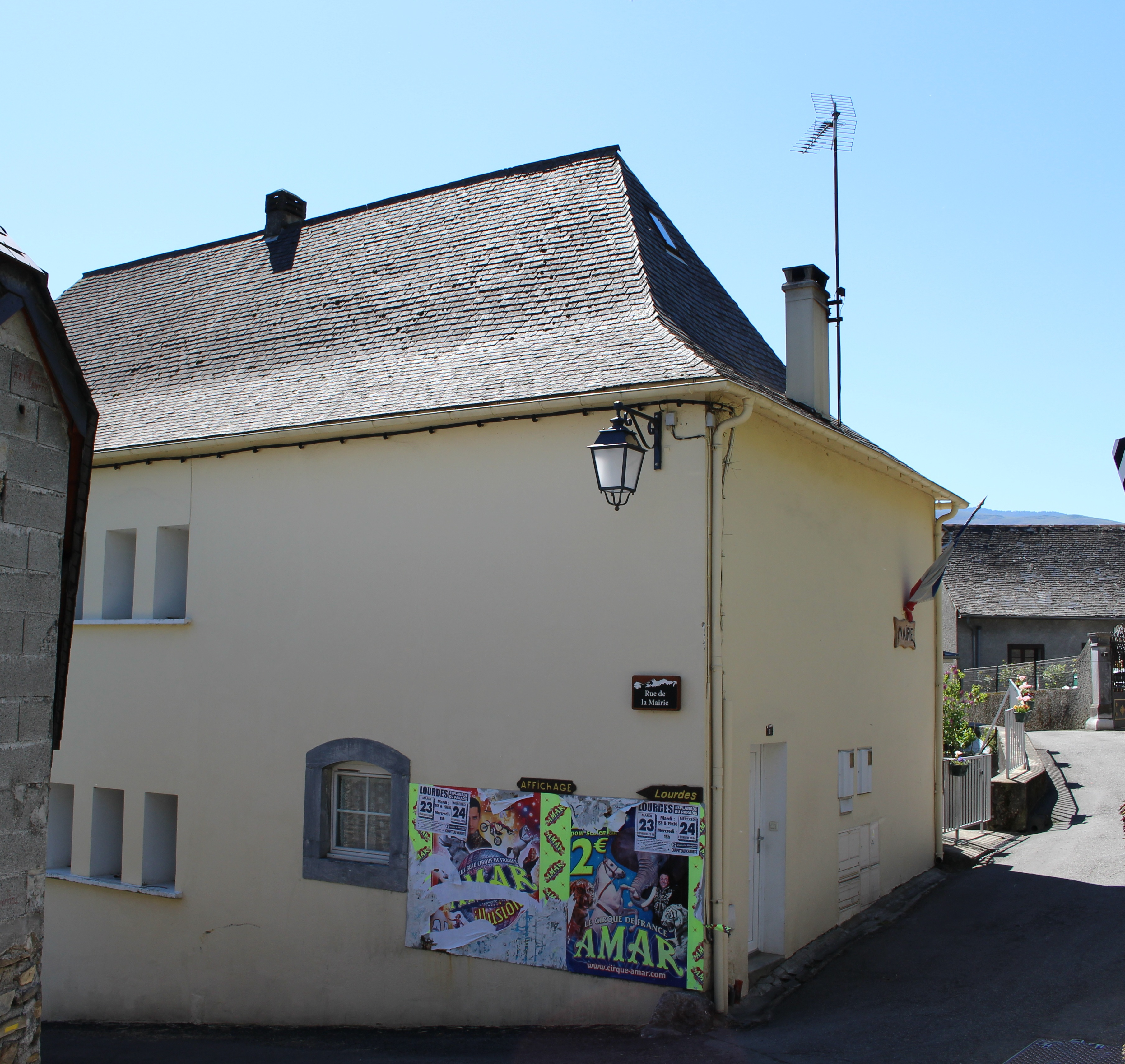
La mairie de Viger.
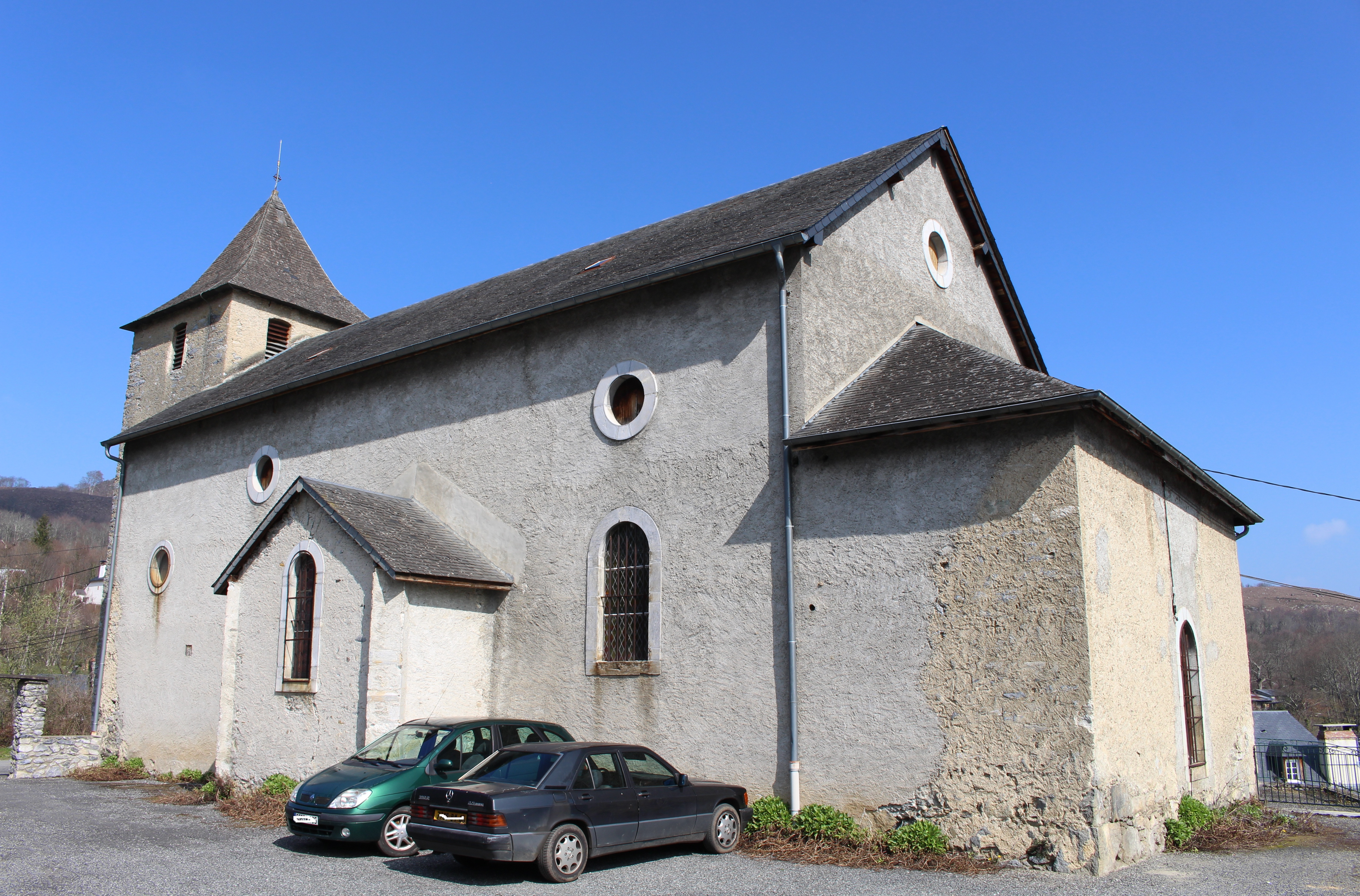
L'église Saint-Saturnin d'Omex.

### Hydrographie
De nombreux cours d'eau serpentent dans la vallée de Batsurguère avec pour point commun de se jeter dans le gave de Pau. Sur la commune de Ségus le ruisseau de la Glaire se jette dans le ruisseau le Boustu et rejoint le ruisseau des Moules sur Omex, le ruisseau de Boun se jette dans le ruisseau Arrieu Long sur la commune d'Ossen. Sur Viger le ruisseau de Buns et le ruisseau de Rivalluns se jettent dans le gave de Pau. Sur Ossen, le ruisseau des Moules se jette dans le ruisseau de Lanusse sur la commune d'Aspin-en-Lavedan et se jette dans le gave de Pau.
Le plateau du Boustu est un poljé drainé par le ruisseau du Boustu. Son ponor est situé au centre de ce poljé. En cas de très fortes pluies, un lac se forme et son déversoir alimente le ruisseau du Bayet.

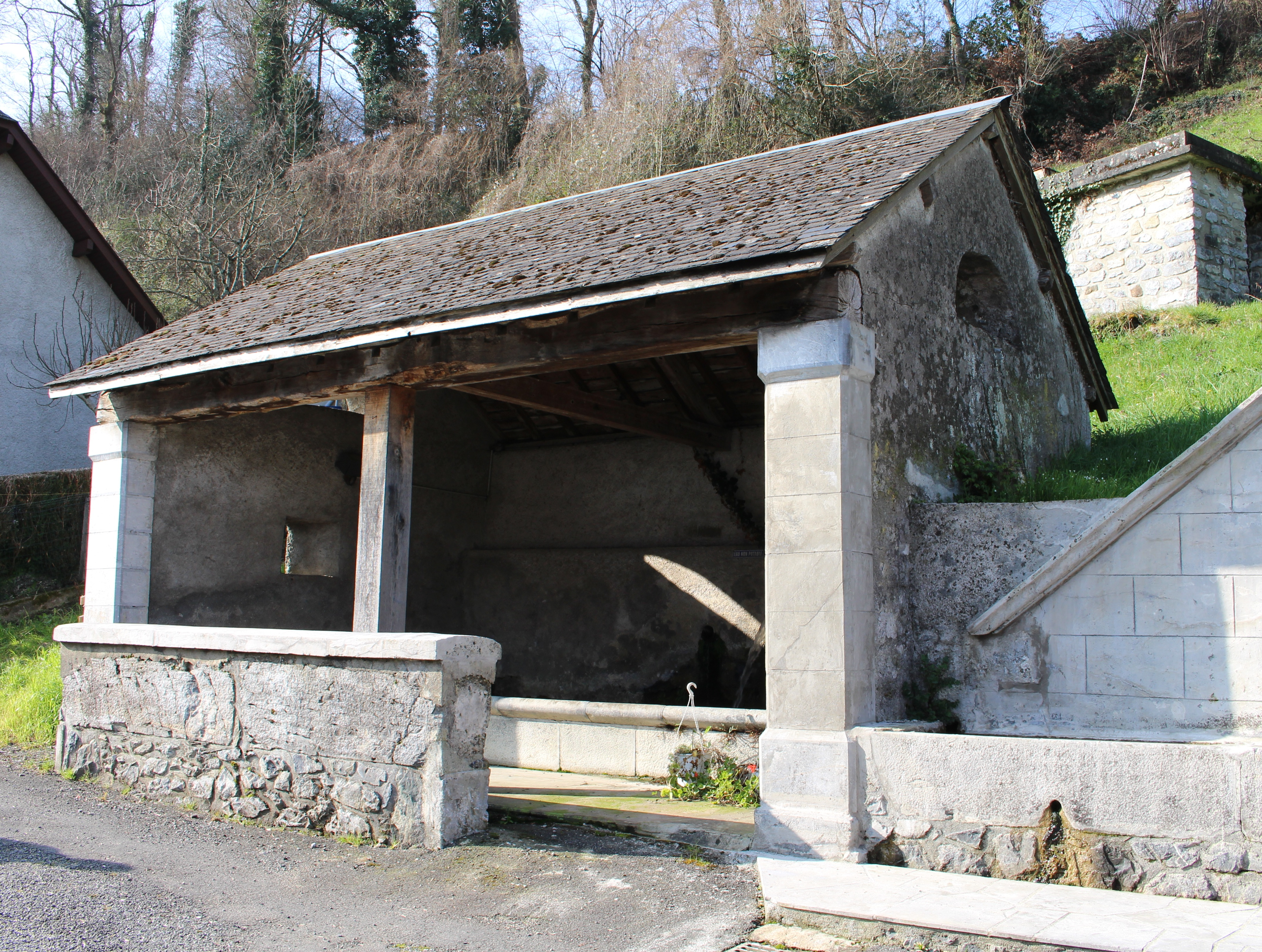
Lavoir d’Aspin-en-Lavedan.
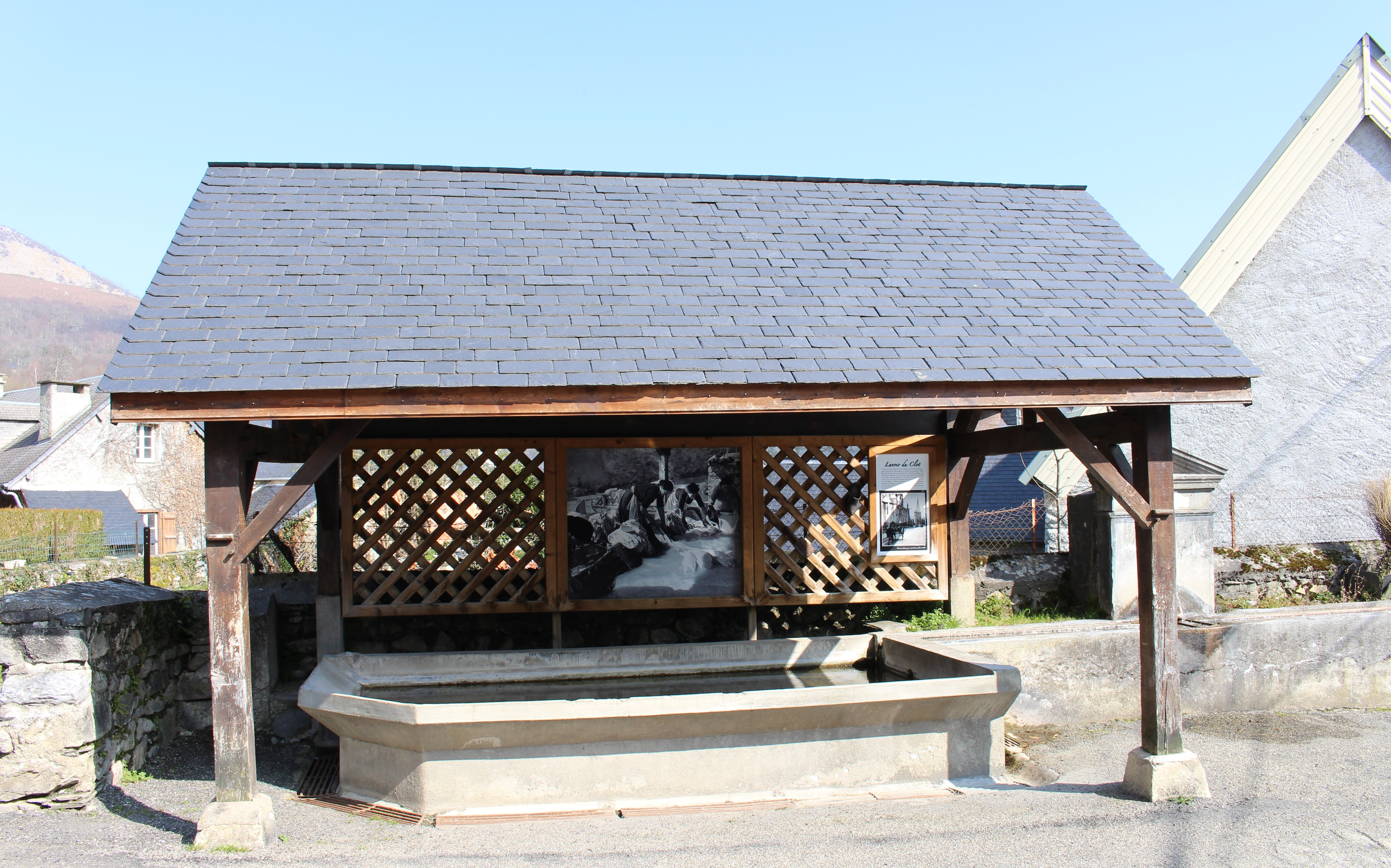
Lavoir d’Omex.
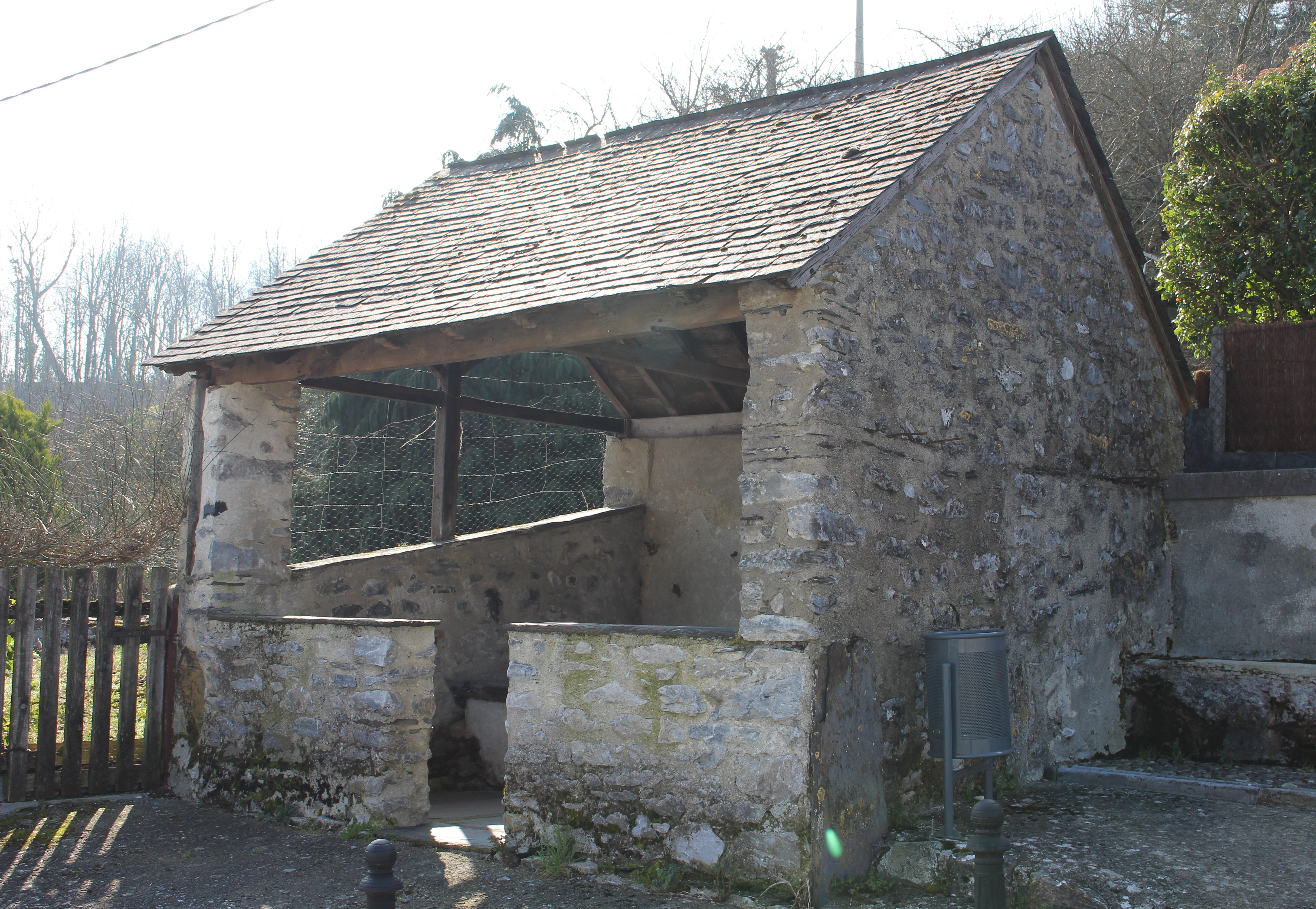
Lavoir d’Ossen.
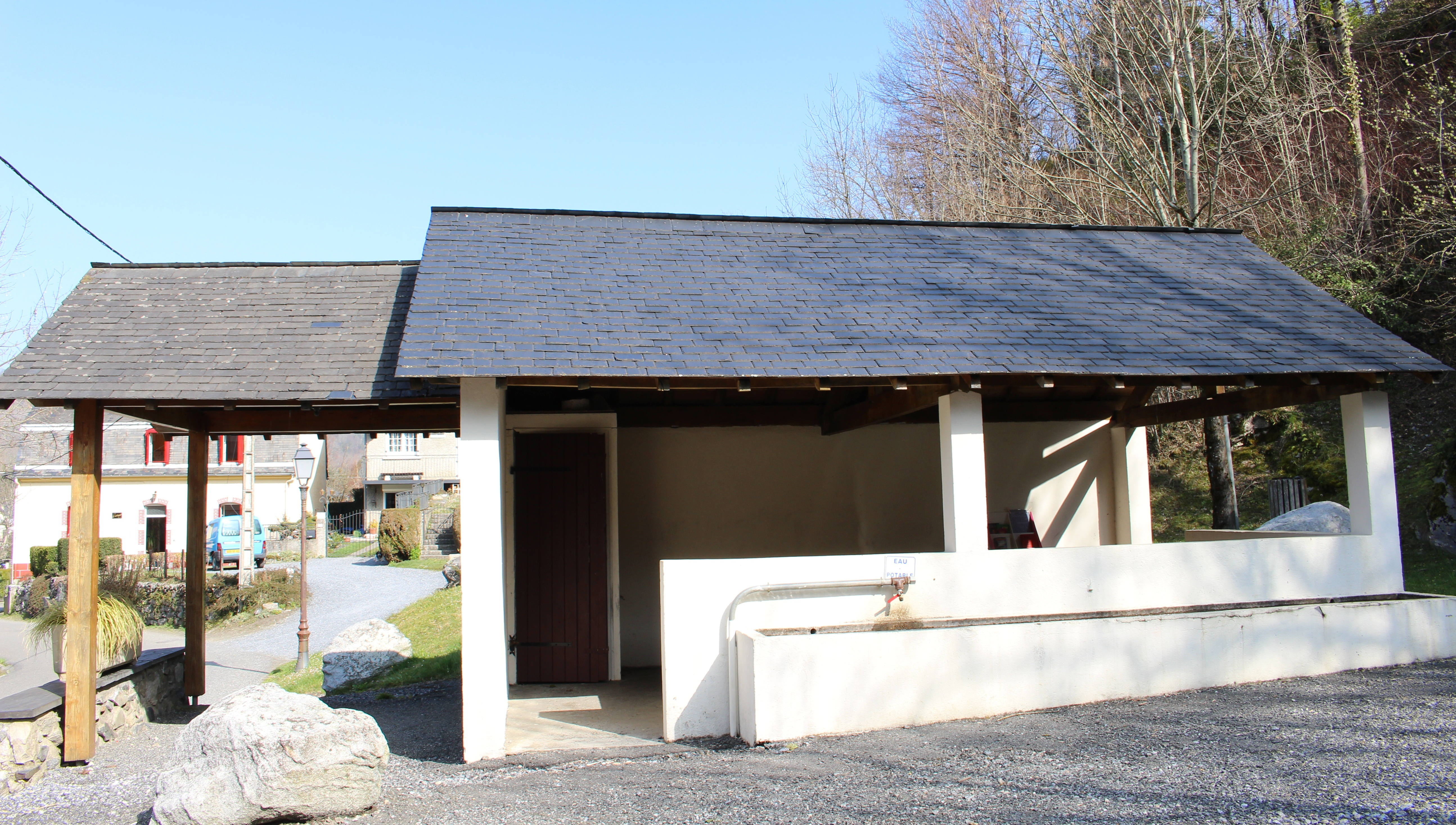
Lavoir de Ségus.

## Histoire

### Moyen Âge
La vallée de Batsurguère se caractérisait par une activité avant tout agricole, avec une polyculture traditionnelle à base de pommes de terre et de céréales, en particulier du blé, du maïs, du seigle, de l’orge et du sarrasin.
Ces cultures étaient associées à l’élevage des bovins et des ovins qui, pendant la saison estivale, occupaient les herbages de moyenne altitude, parsemés de granges en bordure de la forêt qui s’élevait jusqu’au sommet des versants et s’étendait vers Saint-Pé-de-Bigorre et vers le massif du Pibeste.
L'histoire humaine de la vallée de Batsurguère est fortement liée aux ressources géologiques. Au fil des siècles la nature du sol a permis l'installation d'ardoisières de taille modeste qui employaient à Ossen et à Ségus des ouvriers tailleurs de pierre et ardoisiers. De nombreux sites dans la vallée attestent de leur présence plus ou moins lointaine. Les plus étonnants étant les carrières de sarcophages du Béout.

## Population

### Communes
Les différentes communes de la vallée font partie du canton de Lourdes-1, de l’aire urbaine de Lourdes, de la communauté d'agglomération Tarbes-Lourdes-Pyrénées et de l’ancienne communauté de communes Batsurguère.

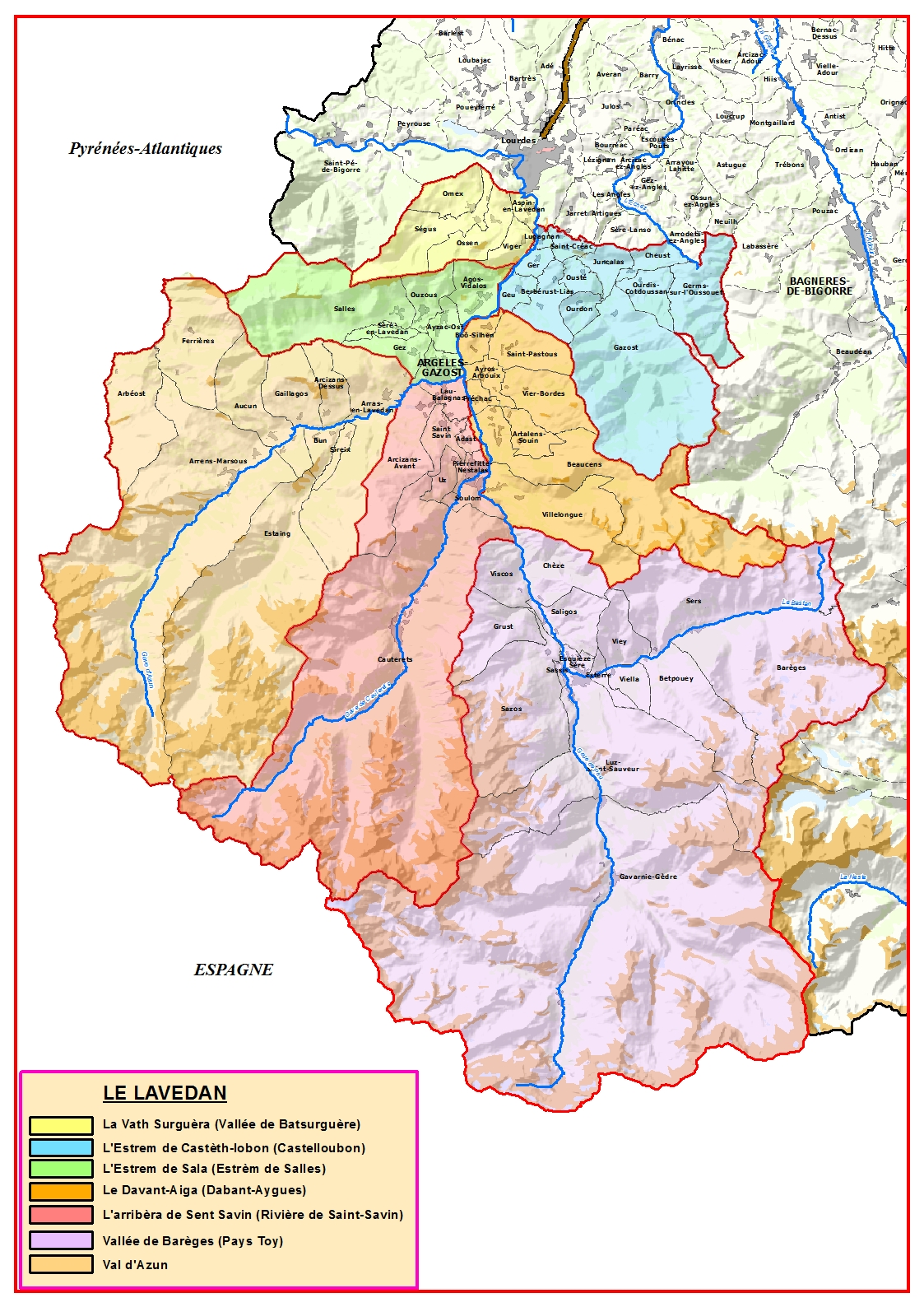
La vallée de Batsurguère (en jaune) dans le Lavedan.

Liste des cinq communes de la vallée.
- Aspin-en-Lavedan est la capitale de Batsurguère

| Commune          | Population (2022) | Superficie (km2) | Altitude min. | Altitude max. | Illustration |
| ---------------- | ----------------- | ---------------- | ------------- | ------------- | ------------ |
| Aspin-en-Lavedan | 301               | 24,66            | 370           | 622           |              |
| Omex             | 222               | 5,53             | 409           | 1 133         |              |
| Ossen            | 233               | 6,91             | 430           | 1 418         |              |
| Ségus            | 259               | 10,72            | 434           | 1 523         |              |
| Viger            | 143               | 3,37             | 385           | 1 160         |              |

### Démographie
La démographie dans les communes de la vallée est en nette évolution car de nouveaux habitants s’y installent ces dernières années, bénéficiant de la proximité de Lourdes pour les services et de l’isolement et du calme pour le cadre de vie.

## Tourisme
Les nombreux sentiers de randonnées balisés et accessibles à tous permettent de visiter la vallée sur près de 35 km et de gravir le pic du Jer, le pic du Pibeste et autour du pic du Béout.
Le GR 101 traverse la vallée du nord-est au sud-ouest.